# الکساندر پتروویچ (بازیکن بسکتبال)
الکساندر پتروویچ (انگلیسی: Aleksandar Petrović؛ زادهٔ ۱۶ فوریهٔ ۱۹۵۹) بازیکن سابق و مربی بسکتبال اهل کرواسی است.
از باشگاه‌هایی که در آن بازی کرده‌است می‌توان به سیبونا زاگرب اشاره کرد.
وی در مسابقات کشوری و بین‌المللی در مجموع برندهٔ ۲ مدال طلا، ۱ مدال نقره، ۷ مدال برنز شده‌است.